# Leucotrichia angelinae

Leucotrichia angelinae (лат.) — вид мелких ручейников рода Leucotrichia из семейства Hydroptilidae. Южная Америка: Венесуэла (Mérida).

## Описание
Мелкие ручейники, желтовато-коричневого цвета. Длина переднего крыла от 3,6 до 4,4 мм. Голова тёмно-коричневая со светло-зелёными и тёмно-коричневыми щетинками. На голове 3 оцеллия, передние крылья широкие в основании, узкие в апикальной части. Нижнечелюстные щупики 5-члениковые, нижнегубные щупики состоят из 3 сегментов. На вершинах голеней передних, средних и задних ног по 1, 3 и 4 шпоры, соответственно. Мезоскутеллюм с поперечным швом. Шипики на VIII стерните и выступ на IX сегменте отсутствуют. Личинки живут на дне водоёмов.

## Систематика
Сходен с таксоном Leucotrichia fulminea. Вид был впервые описан в 2015 году американскими энтомологами Робином Томсоном (Robin E. Thomson) и Ральфом Холзенталем (Ralph W. Holzenthal, University of Minnesota, St. Paul, США). Вид назван в честь коллеги Angel Fowler за помощь в полевых исследованиях.